# Nijvel
Nijvel (Frans: Nivelles; Waals: Nivele) is een plaats en stad in de Belgische provincie Waals-Brabant. De stad telt ongeveer 29.000 inwoners.

## Kernen

### Deelgemeenten
| # | Naam      | Opp. (km²) | Inwoners (2020) | Inwoners per km² | NIS-code |
| - | --------- | ---------- | --------------- | ---------------- | -------- |
| 1 | Nijvel    | 34,85      | 25.783          | 740              | 25072A   |
| 2 | Baulers   | 10,80      | 1.832           | 170              | 25072B   |
| 3 | Thines    | 7,44       | 596             | 80               | 25072C   |
| 4 | Monstreux | 3,15       | 345             | 109              | 25072D   |
| 5 | Bornival  | 4,59       | 323             | 70               | 25072E   |

## Bezienswaardigheden
- De collegiale romaanse Sint-Geertruikerk (gewijd in 1046), die voorheen een abdijkerk was waar tot de 17e eeuw vrouwen tot millitissa werden geslagen.[1] Opmerkelijk is de puntgevel van Sint-Pieter met uitbundige versiering. De kloostergang dateert uit het begin van de 13e eeuw. Deze kloostergang is deels gotisch, deels romaans. De kerk zelf bezit een kostbare verzameling meubilair en vormt een volmaakt architectonisch geheel. De kerk is beschadigd tijdens de oorlogshandelingen van de meidagen 1940. De crypte onder het koor is de grootste romaanse in België. In de jaren 1949-1951 zijn er opgravingen gedaan. Tijdens de opgravingen heeft men een onderbouw van twee kerken gevonden: een Merovingische (7e eeuw) en een Karolingische kerk (met graftomben) uit de 9e eeuw. De zware vierkante bovengeleding van de westtoren - uitstekend boven het massale westwerk - is in recente tijden gesloopt en vervangen door een achtkante trommel met daarop een eveneens achtkante spits in de stijl van de oude kerk.
- De Chapelle de Bois-de-Nivelles is een bakstenen kerkje met geveltoren uit de 1e helft van de 20e eeuw.
- De Sint-Theresiakerk (Église Sainte-Thérèse) is een bakstenen kruiskerkje van 1935-1936.
- De Kerk van Onze-Lieve-Vrouw van het Heilig Graf en Sint-Paulus (Église Notre-Dame du Saint-Sépulchre et Saint-Paul) is een grote bakstenen neoromaans/neogotische kerk die men vanaf 1887 heeft gebouwd.
- De perronfontein (1523) op de Markt
- Het Parc de la Dodaine, een fraai voorbeeld van Franse tuinarchitectuur, aangelegd in 1818.
- De Tour Simone, het laatste bouwwerk van de ommuring, aangelegd in de jaren 1096-1140.
- Het Annunciatenklooster werd in 1607 gesticht en omvatte onder meer de Sint-Mauritiuskerk (Église Saint-Maurice). Er rest een gebouw van 1608 dat omstreeks 1784 een classicistische gevel kreeg.
- Het refugiehuis van de Priorij van de Trinitariërs van Orival dat omstreeks 1763 werd gebouwd en tegenwoordig het gemeentelijk archeologisch museum herbergt.
- Het refugiehuis van de Orde van Malta uit het laatste kwart van de 18e eeuw.
- Het refugiehuis van de Abdij van Aywiers met een 17e-eeuwse kern en gewijzigd omstreeks 1800.
- La Tourette is een torenvormig buitenhuis, gebouwd eind 16e eeuw in baksteen met speklagen.
- Het Château de la Potte van eind 18e eeuw in Lofdewijk XVI-stijl. Gelegen op een landgoed waarop zich ook een boerderij bevindt.
- Het Château de Fonteneau werd in 1758 gebouwd in classicistische stijl. Eind 19e eeuw werden twee vleugels toegevoegd. Het geheel ligt in een park.
- De Moulin d'en Haut is een bovenslagmolen op de Ri Michaux in de Faubourg de Namur.
- De Moulin Saint-Pierre is een restant van een windmolen van 1845 die als papiermolen dienst deed, later omgebouwd tot woonhuis.

## Natuur en landschap
De hoogte aan de kerk bedraagt 104 meter.

## Folklore
Elk jaar vindt te Nijvel traditioneel de folkloristische Sint-Gertrudisommegang plaats.

## Demografische ontwikkeling

### Demografische evolutie voor de fusie
- Bronnen:NIS, Opm:1831 tot en met 1970=volkstellingen

### Demografische evolutie van de fusiegemeente
Alle historische gegevens hebben betrekking op de huidige gemeente, inclusief deelgemeenten, zoals ontstaan na de fusie van 1 januari 1977.
- Bronnen:NIS, Opm:1831 tot en met 1981=volkstellingen; 1990 en later= inwonertal op 1 januari

| Inwoners van jaar tot jaar op 1 januari 1992 tot heden | Inwoners van jaar tot jaar op 1 januari 1992 tot heden | Inwoners van jaar tot jaar op 1 januari 1992 tot heden |
| jaar                                                   | Aantal                                                 | Evolutie: 1992=index 100                               |
| ------------------------------------------------------ | ------------------------------------------------------ | ------------------------------------------------------ |
| 1992                                                   | 23.354                                                 | 100,0                                                  |
| 1993                                                   | 23.523                                                 | 100,7                                                  |
| 1994                                                   | 23.435                                                 | 100,3                                                  |
| 1995                                                   | 23.646                                                 | 101,3                                                  |
| 1996                                                   | 23.662                                                 | 101,3                                                  |
| 1997                                                   | 23.691                                                 | 101,4                                                  |
| 1998                                                   | 23.569                                                 | 100,9                                                  |
| 1999                                                   | 23.714                                                 | 101,5                                                  |
| 2000                                                   | 23.751                                                 | 101,7                                                  |
| 2001                                                   | 23.882                                                 | 102,3                                                  |
| 2002                                                   | 23.944                                                 | 102,5                                                  |
| 2003                                                   | 24.015                                                 | 102,8                                                  |
| 2004                                                   | 24.094                                                 | 103,2                                                  |
| 2005                                                   | 24.275                                                 | 103,9                                                  |
| 2006                                                   | 24.290                                                 | 104,0                                                  |
| 2007                                                   | 24.622                                                 | 105,4                                                  |
| 2008                                                   | 25.028                                                 | 107,2                                                  |
| 2009                                                   | 25.596                                                 | 109,6                                                  |
| 2010                                                   | 26.047                                                 | 111,5                                                  |
| 2011                                                   | 26.412                                                 | 113,1                                                  |
| 2012                                                   | 26.819                                                 | 114,8                                                  |
| 2013                                                   | 27.110                                                 | 116,1                                                  |
| 2014                                                   | 27.488                                                 | 117,7                                                  |
| 2015                                                   | 27.692                                                 | 118,6                                                  |
| 2016                                                   | 28.027                                                 | 120,0                                                  |
| 2017                                                   | 28.368                                                 | 121,5                                                  |
| 2018                                                   | 28.521                                                 | 122,1                                                  |
| 2019                                                   | 28.734                                                 | 123,0                                                  |
| 2020                                                   | 28.883                                                 | 123,7                                                  |
| 2021                                                   | 29.032                                                 | 124,3                                                  |
| 2022                                                   | 29.085                                                 | 124,5                                                  |
| 2023                                                   | 29.018                                                 | 124,3                                                  |
| 2024                                                   | 29.070                                                 | 124,5                                                  |
| 2025                                                   | 29.429                                                 | 126,0                                                  |

## Etymologie
De oudst geattesteerde vorm van de naam Nijvel is Nivialcha, aangetroffen op een Merovingische munt uit de 7e eeuw. Vervolgens worden verschillende andere vormen aangetroffen, zoals Nivella (765), Niviella (797), Nivialla (877). Eén verklaring (Mannier) voert de naam van de stad terug op het Laatlatijnse woord no(i)a ("broekbos"). Volgens een andere etymologie (Chotin) is de naam afkomstig uit het Frankisch en betekent hij "nieuwe hal". Een derde etymologie (Piot) legt het toponiem uit als "nieuwe villa".
Daarnaast wordt ook de parallel getrokken met de etymologie van Nevele (in de achtste eeuw geattesteerd als Niviala), dat volgens één verklaring van het Keltisch afkomstig zou zijn en "nieuw land" zou betekenen. De meest waarschijnlijke verklaring (Gysseling) is evenwel dat de naam Nijvel, net als die van Nevele, afkomstig is van het Frankische *niwja-alha ("nieuw huis" of "nieuwe boerderij"). Dit wordt ook gestaafd door de Merovingische schrijfwijze Nivialcha.

## Sport
In de deelgemeente Baulers werd begin jaren 70 het racecircuit Circuit Nijvel gebouwd. Behalve races van nationaal belang werd hier in 1972 en 1974 telkens de Grote Prijs van België Formule 1 verreden, beide gewonnen door Emerson Fittipaldi. In 1981 ging de zaak op de fles, en raakte het circuit in verval.
Tijdens de Tweede Wereldoorlog speelde voetbalclub Stade Nivellois in de nationale reeksen, waaronder twee jaar op het tweede niveau. De club verdween in 1963 en werd opgevolgd door RCS Nivellois, dat in de jaren 90 en begin 21ste eeuw een tijd in de nationale reeksen speelde.

## Politiek
Nijvel is de hoofdplaats van het arrondissement Nijvel en het gerechtelijk arrondissement Nijvel.
Burgemeesters van Nijvel waren:
- 1872-1891 : Jules de Burlet
- 1895-1917 : Emile de Lalieux de La Rocq
- 1921-1927 : Jules Mathieu
- 1933-1937 : Jules Mathieu
- 1962-1969 : Jules Bary
- 1973-1976 : Alfred Scokaert
- 1977-1982 : Marcel Plasman
- 1983-1988: Lucien Glibert
- 1989-1994 : Marcel Plasman
- 1995-2006 : Maurice Dehu
- 2007-2024 : Pierre Huart
- 2024-heden: Bernard De Ro

### Resultaten gemeenteraadsverkiezingen sinds 1976
| Partij               | Partij                                                                                     | 10-10-1976 | 10-10-1976 | 10-10-1982 | 10-10-1982 | 9-10-1988 | 9-10-1988 | 9-10-1994 | 9-10-1994 | 8-10-2000 | 8-10-2000 | 8-10-2006 | 8-10-2006 | 14-10-2012 | 14-10-2012 | 14-10-2018 | 14-10-2018 | 13-10-2024 | 13-10-2024 |
| Stemmen / Zetels     | Stemmen / Zetels                                                                           | %          | 25         | %          | 27         | %         | 27        | %         | 27        | %         | 27        | %         | 27        | %          | 27         | %          | 29         | %          | 29         |
| -------------------- | ------------------------------------------------------------------------------------------ | ---------- | ---------- | ---------- | ---------- | --------- | --------- | --------- | --------- | --------- | --------- | --------- | --------- | ---------- | ---------- | ---------- | ---------- | ---------- | ---------- |
|                      | PS1 / NiVL2 / PluS3                                                                        | 39,271     | 11         | 28,81      | 9          | 37,571    | 12        | 32,781    | 11        | 34,421    | 10        | 35,852    | 10        | 33,441     | 11         | 23,453     | 7          | 18,893     | 6          |
|                      | IC1 / PRL-PSCA / PRL-UC2 / P.R.L.M.C.C.3 / MR-UNi4 / LB5                                   | 21,751     | 6          | 33,761     | 11         | 35,27A    | 11        | 23,672    | 7         | 32,83     | 10        | 36,734    | 11        | 37,865     | 13         | 37,155     | 13         | 32,715     | 11         |
|                      | PSC1 / PRL-PSCA / NN-PSCB / PSC-AUT2 / CDH3 / Ensemble4 / cdH-/Les Ensemble5/ Les Engagés6 | 24,431     | 7          | 17,591     | 5          | 35,27A    | 11        | 15,61B    | 4         | 15,682    | 4         | 15,263    | 4         | 11,634     | 3          | 9,735      | 2          | 24,286     | 7          |
|                      | NN1 / NN-PSCB                                                                              | -          |            | -          |            | 13,071    | 3         | 15,61B    | 4         | -         |           | -         |           | -          |            | -          |            | -          |            |
|                      | ECOLO                                                                                      | -          |            | 5,51       | 0          | 8,15      | 1         | 9,07      | 2         | 13,8      | 3         | 10,78     | 2         | 10,81      | 2          | 20,14      | 6          | 11,03      | 3          |
|                      | FDF1 / DéFI2                                                                               | -          |            | -          |            | -         |           | -         |           | -         |           | -         |           | 4,411      | 0          | 7,222      | 1          | 4,382      | 0          |
|                      | IC                                                                                         | -          |            | -          |            | -         |           | 7,99      | 2         | -         |           | -         |           | -          |            | -          |            | -          |            |
|                      | FN                                                                                         | -          |            | -          |            | -         |           | 6,73      | 1         | -         |           | -         |           | -          |            | -          |            | -          |            |
|                      | CARTEL                                                                                     | -          |            | 8,7        | 2          | -         |           | -         |           | -         |           | -         |           | -          |            | -          |            | -          |            |
|                      | RW                                                                                         | 8,57       | 1          | -          |            | -         |           | -         |           | -         |           | -         |           | -          |            | -          |            | -          |            |
|                      | MCN                                                                                        | -          |            | -          |            | -         |           | -         |           | -         |           | -         |           | -          |            | -          |            | 8,71       | 2          |
| Anderen(*)           | Anderen(*)                                                                                 | 5,98       | 0          | 5,64       | 0          | 5,94      | 0         | 4,17      | 0         | 3,31      | 0         | 1,39      | 0         | 1,85       | 0          | 2,30       | 0          | -          |            |
| Totaal stemmen       | Totaal stemmen                                                                             | 13061      | 13061      | 14555      | 14555      | 15250     | 15250     | 15786     | 15786     | 16082     | 16082     | 18597     | 18597     | 20252      | 20252      | 19360      | 19360      | 19269      | 19269      |
| Opkomst %            | Opkomst %                                                                                  |            |            |            |            | 92,61     | 92,61     | 91,83     | 91,83     | 90,15     | 90,15     | 92,59     | 92,59     | 89,51      | 89,51      | 90,37      | 90,37      | 87,55      | 87,55      |
| Blanco en ongeldig % | Blanco en ongeldig %                                                                       | 3,15       | 3,15       | 4,32       | 4,32       | 5         | 5         | 4,49      | 4,49      | 5,27      | 5,27      | 4,83      | 4,83      | 4,86       | 4,86       | 6,84       | 6,84       | 6,78       | 6,78       |

(*) 1976: UDP (5,98%) / 1982: UDRT (2,92%), PCB (2,72%) / 1988: Horiz+ (4,76%), Liste 14 (1,18%) / 1994: NIVEL (4,17%) / 2000: VIVANT (3,31%) / 2006: B.U.B. (1,39%) / 2012: MLD (1,85%) / 2018: La Droite (2,30%)

## Geboren in Nijvel
- Maria van Oignies (1177-1213), begijn
- Louis Seutin (1793-1862), senator
- Jules Guillery (1824-1902), minister van Staat
- Alexandre Braun (1847-1935), minister van Staat
- Didier Theys (1956), autocoureur
- Christian Hecq (1964), acteur en komiek

## Nabijgelegen kernen
Monstreux, Arquennes, Petit-Roeulx-lez-Nivelles, Thines, Baulers, Bois-Seigneur-Isaac, Bois-de-Nivelles